# Quattro Giorni di Dunkerque 1969
La Quattro Giorni di Dunkerque 1969, quindicesima edizione della corsa, si svolse dal 13 al 17 maggio su un percorso di 955 km ripartiti in 5 tappe (la prima, la seconda, e la quinta suddivise in due semitappe), con partenza e arrivo a Dunkerque. Fu vinta dal francese Alain Vasseur della Bic davanti all'olandese Rini Wagtmans e al belga Willy In 't Ven.

## Tappe
| Tappa  | Data      | Percorso                                        | km   | Vincitore di tappa  | Leader cl. generale |
| ------ | --------- | ----------------------------------------------- | ---- | ------------------- | ------------------- |
| 1ª-1ª  | 13 maggio | Dunkerque > Dunkerque (cron. individuale)       | 4,7  | Herman Van Springel | Herman Van Springel |
| 1ª-2ª  | 13 maggio | Dunkerque > Lens                                | 181  | Barry Hoban         | Barry Hoban         |
| 2ª-1ª  | 14 maggio | Lens > Valenciennes                             | 162  | Joseph Mathy        | Barry Hoban         |
| 2ª-2ª  | 14 maggio | Valenciennes > Valenciennes (cron. individuale) | 10,4 | Ferdinand Bracke    | René Pijnen         |
| 3ª     | 15 maggio | Valenciennes > Dunkerque                        | 204  | Willy In 't Ven     | René Pijnen         |
| 4ª     | 16 maggio | Dunkerque > Dunkerque                           | 201  | Jaak De Boever      | René Pijnen         |
| 5ª-1ª  | 17 maggio | Hazebrouck > Hazebrouck                         | 117  | Gerben Karstens     | Alain Vasseur       |
| 5ª-2ª  | 17 maggio | Dunkerque > Dunkerque                           | 75   | Jacques Frijters    | Alain Vasseur       |
| Totale | Totale    | Totale                                          | 955  |                     |                     |

## Dettagli delle tappe

### 1ª tappa - 1ª semitappa
- 13 maggio: Dunkerque > Dunkerque (cron. individuale) – 4,7 km

| Pos. | Corridore           | Squadra      | Tempo |
| ---- | ------------------- | ------------ | ----- |
| 1    | Herman Van Springel | Mann-Grundig | 5'58" |
| 2    | Raymond Poulidor    | Mercier      | a 3"  |
| 3    | Rini Wagtmans       | Willem II    | a 4"  |

| Pos. | Corridore           | Squadra      | Tempo |
| ---- | ------------------- | ------------ | ----- |
| 1    | Herman Van Springel | Mann-Grundig |       |

### 1ª tappa - 2ª semitappa
- 13 maggio: Dunkerque > Lens – 181 km

| Pos. | Corridore       | Squadra      | Tempo    |
| ---- | --------------- | ------------ | -------- |
| 1    | Barry Hoban     | Mercier      | 4h21'48" |
| 2    | Willy In 't Ven | Mann-Grundig | s.t.     |
| 3    | Pol Mahieu      | Flandria     | s.t.     |

| Pos. | Corridore   | Squadra | Tempo |
| ---- | ----------- | ------- | ----- |
| 1    | Barry Hoban | Mercier |       |

### 2ª tappa - 1ª semitappa
- 14 maggio: Lens > Valenciennes – 162 km

| Pos. | Corridore     | Squadra   | Tempo    |
| ---- | ------------- | --------- | -------- |
| 1    | Joseph Mathy  | Frimatic  | 3h57'39" |
| 2    | René Pijnen   | Willem II | a 17"    |
| 3    | Alain Vasseur | Bic       | s.t.     |

| Pos. | Corridore   | Squadra | Tempo |
| ---- | ----------- | ------- | ----- |
| 1    | Barry Hoban | Mercier |       |

### 2ª tappa - 2ª semitappa
- 14 maggio: Valenciennes > Valenciennes (cron. individuale) – 10,4 km

| Pos. | Corridore           | Squadra      | Tempo  |
| ---- | ------------------- | ------------ | ------ |
| 1    | Ferdinand Bracke    | Peugeot      | 13'41" |
| 2    | Roger Rosiers       | Mann-Grundig | a 16"  |
| 3    | Herman Van Springel | Mann-Grundig | a 19"  |

| Pos. | Corridore   | Squadra   | Tempo |
| ---- | ----------- | --------- | ----- |
| 1    | René Pijnen | Willem II |       |

### 3ª tappa
- 15 maggio: Valenciennes > Dunkerque – 204 km

| Pos. | Corridore       | Squadra      | Tempo    |
| ---- | --------------- | ------------ | -------- |
| 1    | Willy In 't Ven | Mann-Grundig | 5h13'52" |
| 2    | Robert Bouloux  | Peugeot      | s.t.     |
| 3    | Leen Poortvliet | Willem II    | s.t.     |

| Pos. | Corridore   | Squadra   | Tempo |
| ---- | ----------- | --------- | ----- |
| 1    | René Pijnen | Willem II |       |

### 4ª tappa
- 16 maggio: Dunkerque > Dunkerque – 201 km

| Pos. | Corridore       | Squadra  | Tempo    |
| ---- | --------------- | -------- | -------- |
| 1    | Jaak De Boever  | Flandria | 5h34'17" |
| 2    | Eric Leman      | Flandria | a 22"    |
| 3    | Cyrille Guimard | Mercier  | s.t.     |

| Pos. | Corridore   | Squadra   | Tempo |
| ---- | ----------- | --------- | ----- |
| 1    | René Pijnen | Willem II |       |

### 5ª tappa - 1ª semitappa
- 17 maggio: Hazebrouck > Hazebrouck – 117 km

| Pos. | Corridore       | Squadra   | Tempo    |
| ---- | --------------- | --------- | -------- |
| 1    | Gerben Karstens | Peugeot   | 3h18'39" |
| 2    | Rini Wagtmans   | Willem II | s.t.     |
| 3    | Alain Vasseur   | Bic       | s.t.     |

| Pos. | Corridore     | Squadra | Tempo |
| ---- | ------------- | ------- | ----- |
| 1    | Alain Vasseur | Bic     |       |

### 5ª tappa - 2ª semitappa
- 17 maggio: Dunkerque > Dunkerque – 75 km

| Pos. | Corridore        | Squadra      | Tempo    |
| ---- | ---------------- | ------------ | -------- |
| 1    | Jacques Frijters | Mann-Grundig | 1h50'46" |
| 2    | Pieter Nassen    | Flandria     | s.t.     |
| 3    | Leen Poortvliet  | Willem II    | s.t.     |

| Pos. | Corridore       | Squadra      | Tempo     |
| ---- | --------------- | ------------ | --------- |
| 1    | Alain Vasseur   | Bic          | 24h38'19" |
| 2    | Rini Wagtmans   | Willem II    | a 10"     |
| 3    | Willy In 't Ven | Mann-Grundig | a 22"     |

## Classifiche finali

### Classifica generale
| Pos. | Corridore           | Squadra               | Tempo     |
| ---- | ------------------- | --------------------- | --------- |
| 1    | Alain Vasseur       | Bic                   | 24h38'19" |
| 2    | Rini Wagtmans       | Willem II-Gazelle     | a 10"     |
| 3    | Willy In 't Ven     | Mann-Grundig          | a 22"     |
| 4    | Herman Van Springel | Mann-Grundig          | a 1'07"   |
| 5    | Gerben Karstens     | Peugeot-BP-Michelin   | a 1'40"   |
| 6    | René Pijnen         | Willem II-Gazelle     | a 3'34"   |
| 7    | Raymond Poulidor    | Mercier-BP-Hutchinson | a 4'07"   |
| 8    | Ferdinand Bracke    | Peugeot-BP-Michelin   | a 4'15"   |
| 9    | Jan Janssen         | Bic                   | a 4'17"   |
| 10   | Roger Rosiers       | Mann-Grundig          | a 4'23"   |